# Grand Prix Júnior de Patinação Artística no Gelo na Áustria
O Grand Prix Júnior de Patinação Artística no Gelo na Áustria (muitas vezes intitulado: Vienna Cup e Cup of Austria) é uma competição internacional de patinação artística no gelo de nível júnior. A competição é organizada pela União Internacional de Patinação (ISU), e disputada no outono, em alguns anos, como parte do Grand Prix Júnior de Patinação Artística no Gelo.

## Edições
| Ano        | Edição               | Cidade sede          | Júnior               | Júnior               | Júnior               | Júnior               | Ref                  |
| Ano        | Edição               | Cidade sede          | M                    | F                    | P                    | D                    | Ref                  |
| ---------- | -------------------- | -------------------- | -------------------- | -------------------- | -------------------- | -------------------- | -------------------- |
| 2007       | 1.ª                  | Viena                | •                    | •                    | –                    | •                    | [ 1 ]                |
| 2008– 2009 | Não houve competição | Não houve competição | Não houve competição | Não houve competição | Não houve competição | Não houve competição | Não houve competição |
| 2010       | 2.ª                  | Graz                 | •                    | •                    | •                    | •                    | [ 2 ]                |
| 2011       | 3.ª                  | Innsbruck            | •                    | •                    | •                    | •                    | [ 3 ]                |
| 2012       | 4.ª                  | Linz                 | •                    | •                    | •                    | •                    | [ 4 ]                |
| 2013– 2014 | Não houve competição | Não houve competição | Não houve competição | Não houve competição | Não houve competição | Não houve competição | Não houve competição |
| 2015       | 5.ª                  | Linz                 | •                    | •                    | •                    | •                    | [ 5 ]                |
| 2016       | Não houve competição | Não houve competição | Não houve competição | Não houve competição | Não houve competição | Não houve competição | Não houve competição |
| 2017       | 6.ª                  | Salzburg             | •                    | •                    | –                    | •                    | [ 6 ]                |
| 2018       | 7.ª                  | Linz                 | •                    | •                    | •                    | •                    | [ 7 ]                |

Legenda
- –  Evento não disputado neste ano

## Lista de medalhistas

### Individual masculino
| Evento                    | Ouro                             | Prata                         | Bronze                      |
| Viena 2007 (detalhes)     | Brandon Mroz · Estados Unidos    | Guan Jinlin · China           | Artem Borodulin · Rússia    |
| 2008–2009                 | Não houve competição             | Não houve competição          | Não houve competição        |
| Graz 2010 (detalhes)      | Yan Han · China                  | Artem Grigoriev · Rússia      | Zhan Bush · Rússia          |
| Innsbruck 2011 (detalhes) | Yan Han · China                  | Gordei Gorshkov · Rússia      | Keiji Tanaka · Japão        |
| Linz 2012 (detalhes)      | Nathan Chen · Estados Unidos     | Ryuju Hino · Japão            | Kim Jin-seo · Coreia do Sul |
| 2013–2014                 | Não houve competição             | Não houve competição          | Não houve competição        |
| Linz 2015 (detalhes)      | Dmitri Aliev · Rússia            | Vincent Zhou · Estados Unidos | Ivan Pavlov · Ucrânia       |
| 2016                      | Não houve competição             | Não houve competição          | Não houve competição        |
| Salzburg 2017 (detalhes)  | Camden Pulkinen · Estados Unidos | Luc Economides · França       | Egor Murashov · Rússia      |
| Linz 2018 (detalhes)      | Camden Pulkinen · Estados Unidos | Koshiro Shimada · Japão       | Roman Savosin · Rússia      |

### Individual feminino
| Evento                    | Ouro                           | Prata                               | Bronze                            |
| Viena 2007 (detalhes)     | Rachael Flatt · Estados Unidos | Kristine Musademba · Estados Unidos | Jenni Vähämaa · Finlândia         |
| 2008–2009                 | Não houve competição           | Não houve competição                | Não houve competição              |
| Graz 2010 (detalhes)      | Adelina Sotnikova · Rússia     | Christina Gao · Estados Unidos      | Li Zijun · China                  |
| Innsbruck 2011 (detalhes) | Vanessa Lam · Estados Unidos   | Li Zijun · China                    | Polina Agafonova · Rússia         |
| Linz 2012 (detalhes)      | Elena Radionova · Rússia       | Hannah Miller · Estados Unidos      | Samantha Cesario · Estados Unidos |
| 2013–2014                 | Não houve competição           | Não houve competição                | Não houve competição              |
| Linz 2015 (detalhes)      | Maria Sotskova · Rússia        | Mai Mihara · Japão                  | Choi Da-bin · Coreia do Sul       |
| 2016                      | Não houve competição           | Não houve competição                | Não houve competição              |
| Salzburg 2017 (detalhes)  | Anastasia Tarakanova · Rússia  | Lim Eun-soo · Coreia do Sul         | Mako Yamashita · Japão            |
| Linz 2018 (detalhes)      | Alena Kostornaia · Rússia      | Alena Kanysheva · Rússia            | Shiika Yoshioka · Japão           |

### Duplas
| Evento                    | Ouro                                                    | Prata                                                   | Bronze                                                  |
| Graz 2010 (detalhes)      | Ksenia Stolbova · Fedor Klimov · Rússia                 | Sui Wenjing · Han Cong · China                          | Yu Xiaoyu · Jin Yang · China                            |
| Innsbruck 2011 (detalhes) | Sui Wenjing · Han Cong · China                          | Yu Xiaoyu · Jin Yang · China                            | Ekaterina Petaikina · Maxim Kurdyukov · Rússia          |
| Linz 2012 (detalhes)      | Brittany Jones · Ian Beharry · Canadá                   | Lina Fedorova · Maxim Miroshkin · Rússia                | Maria Vigalova · Egor Zakroev · Rússia                  |
| 2013–2014                 | Não houve competição                                    | Não houve competição                                    | Não houve competição                                    |
| Linz 2015 (detalhes)      | Amina Atakhanova · Ilia Spiridonov · Rússia             | Anna Duskova · Martin Bidar · República Tcheca          | Renata Oganesian · Mark Bardei · Ucrânia                |
| 2016–2017                 | Não houve competição; 2017: Não houve disputa de duplas | Não houve competição; 2017: Não houve disputa de duplas | Não houve competição; 2017: Não houve disputa de duplas |
| Linz 2018 (detalhes)      | Polina Kostiukovich · Dmitrii Ialin · Rússia            | Anastasia Poluianova · Dmitry Sopot · Rússia            | Alina Pepeleva · Roman Pleshkov · Rússia                |

### Dança no gelo
| Evento                    | Ouro                                                      | Prata                                              | Bronze                                           |
| Viena 2007 (detalhes)     | Emily Samuelson · Evan Bates · Estados Unidos             | Maria Monko · Ilia Tkachenko · Rússia              | Isabella Pajardi · Stefano Caruso · Itália       |
| 2008–2009                 | Não houve competição                                      | Não houve competição                               | Não houve competição                             |
| Graz 2010 (detalhes)      | Charlotte Lichtman · Dean Copely · Estados Unidos         | Victoria Sinitsina · Ruslan Zhiganshin · Rússia    | Gabriella Papadakis · Guillaume Cizeron · França |
| Innsbruck 2011 (detalhes) | Victoria Sinitsina · Ruslan Zhiganshin · Rússia           | Alexandra Aldridge · Daniel Eaton · Estados Unidos | Maria Nosulia · Evgeni Kholoniuk · Ucrânia       |
| Linz 2012 (detalhes)      | Gabriella Papadakis · Guillaume Cizeron · França          | Anna Yanovskaya · Sergey Mozgov · Rússia           | Mackenzie Bent · Garrett MacKeen · Canadá        |
| 2013–2014                 | Não houve competição                                      | Não houve competição                               | Não houve competição                             |
| Linz 2015 (detalhes)      | Alla Loboda · Pavel Drozd · Rússia                        | Marie-Jade Lauriault · Romain Le Gac · França      | Julia Biechler · Damian Dodge · Estados Unidos   |
| 2016                      | Não houve competição                                      | Não houve competição                               | Não houve competição                             |
| Salzburg 2017 (detalhes)  | Christina Carreira · Anthony Ponomarenko · Estados Unidos | Ksenia Konkina · Grigory Yakushev · Rússia         | Natacha Lagouge · Corentin Rahier · França       |
| Linz 2018 (detalhes)      | Sofia Shevchenko · Igor Eremenko · Rússia                 | Marjorie Lajoie · Zachary Lagha · Canadá           | Eva Kuts · Dmitrii Mikhailov · Rússia            |